# Pont de 1538
Le pont de 1538 est un monument historique situé à Gueberschwihr, dans le département français du Haut-Rhin.

## Localisation
Ce bâtiment est situé place de la Mairie à Gueberschwihr.

## Historique
L'édifice fait l'objet d'une inscription au titre des monuments historiques depuis 1934.

## Architecture

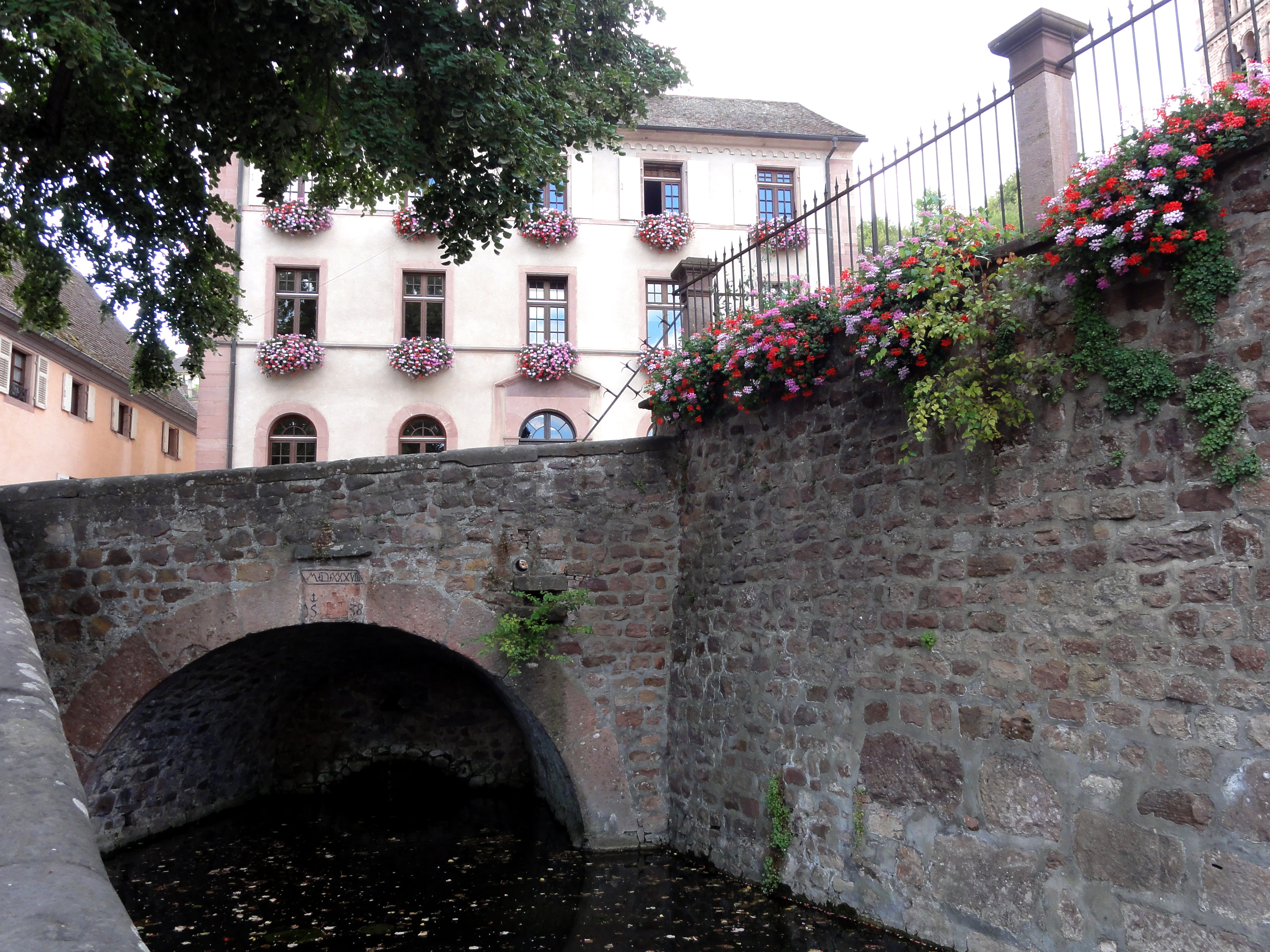
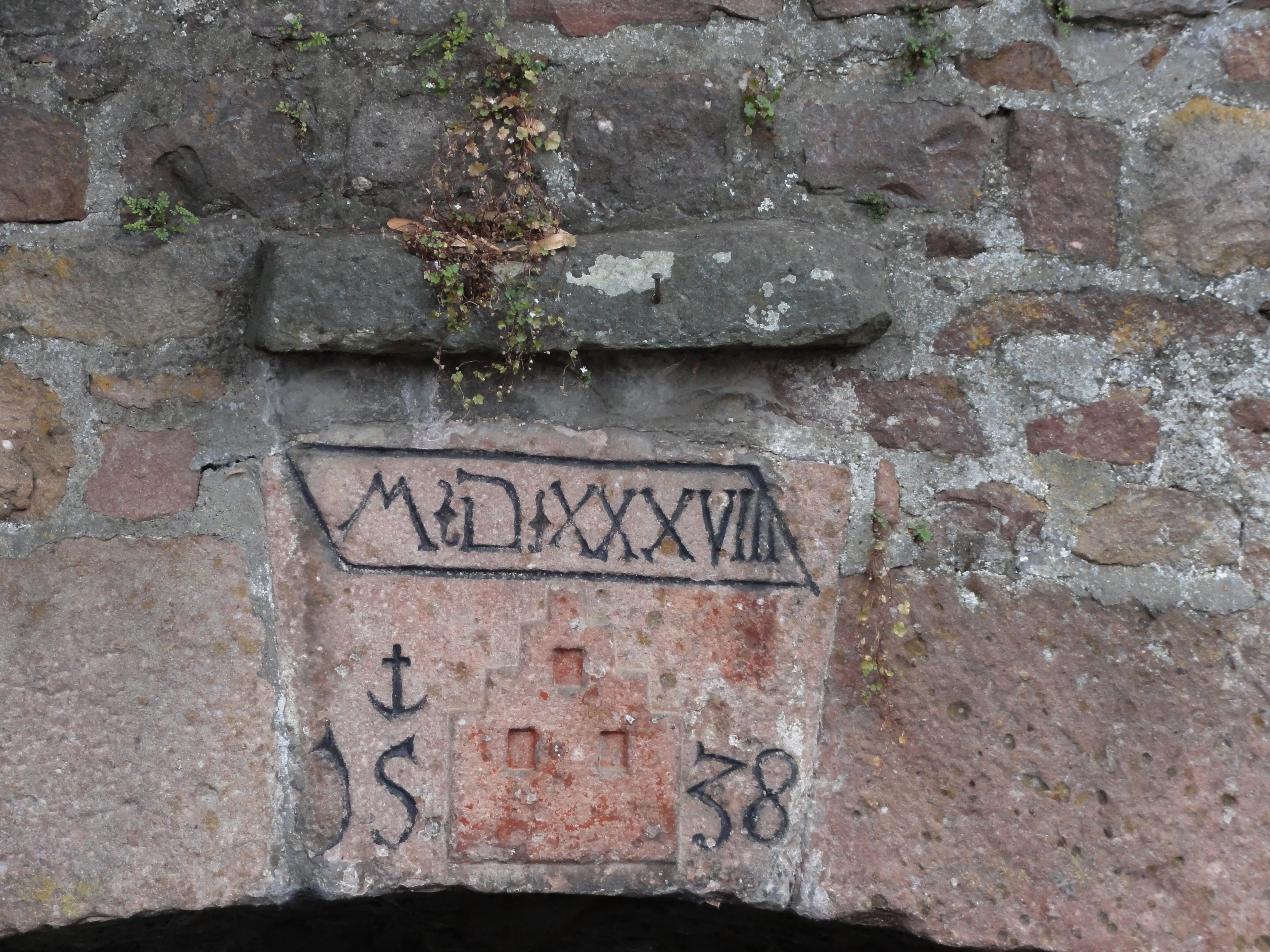